# Lambert Automobile Company

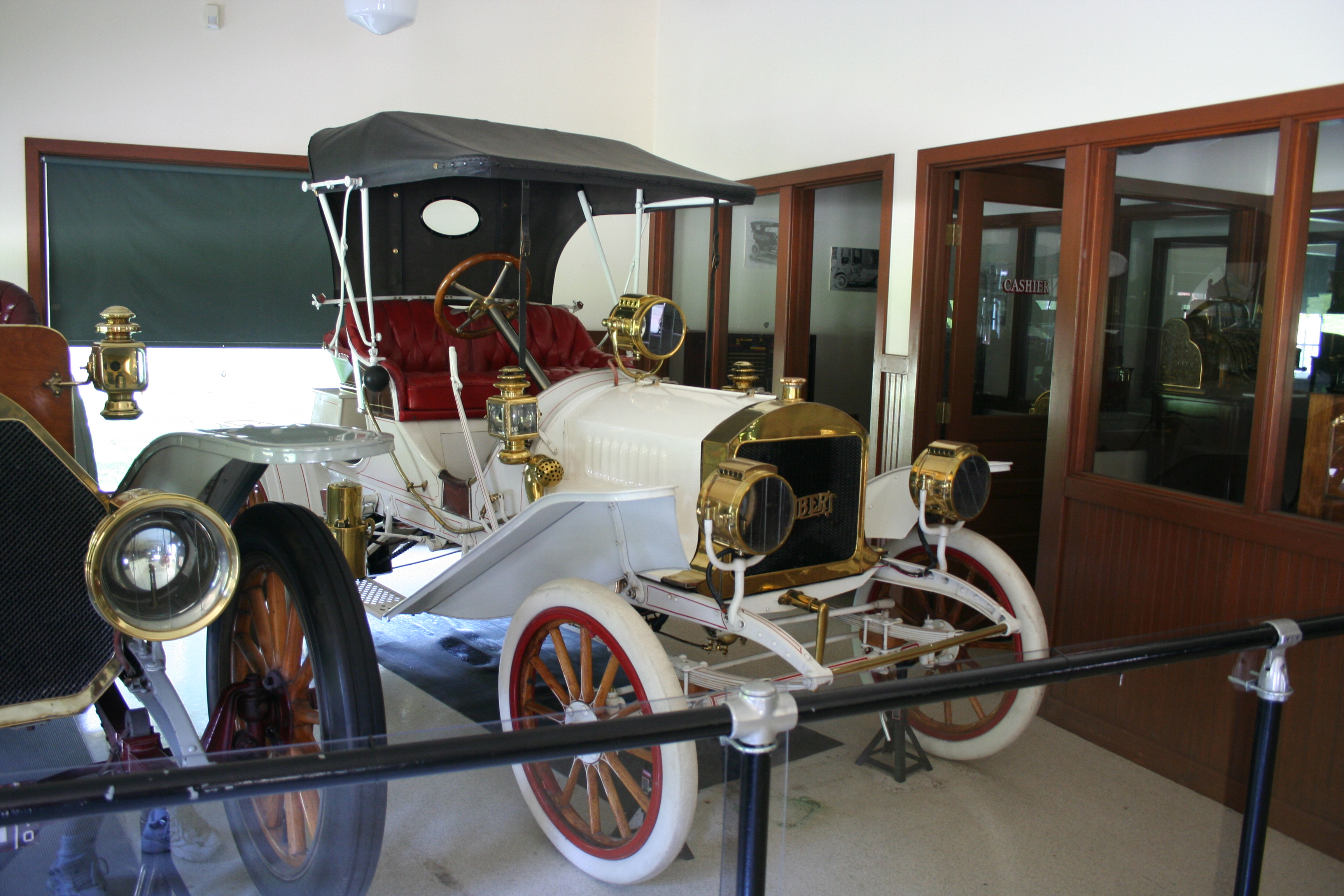
Lambert (1907)

Die Lambert Automobile Company war ein US-amerikanischer Automobilhersteller, der in Anderson (Indiana) von 1905 bis 1917 Pkw und Lkw baute. Sie ging aus der Automobilteilefertigung der ebenfalls der Lambert-Familie gehörenden Buckeye Manufacturing Company hervor.

## Beschreibung

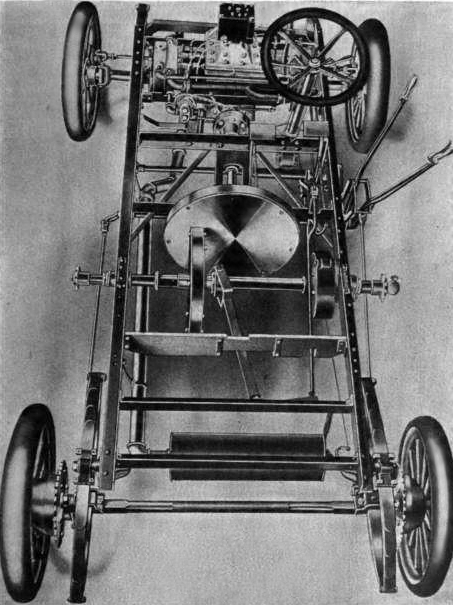
Lambert-Chassis mit Reibradgetriebe (1907)

Bei den frühen Lambert-Automobilen wechselte der Motor öfters den Einbauplatz: Zuerst wurden die Motoren hinten eingebaut, dann in der Mitte, dann ganz vorn und schließlich wieder hinten. Die Motoren der frühen Fahrzeuge entstanden in der Lambert Gas and Gasoline Engine Company; später kamen sie von anderen Zulieferern.
Das Lambert-Fahrgestell hatte Dreipunkt-Radaufhängungen, die den durch die Fahrbahnunebenheiten notwendigen Federweg begrenzten. Diese Art der Aufhängung verminderte auch den Verschleiß. Andere Hersteller hatten einfachere Fahrwerke. Manche Lambert-Automobile hatten Kardanwellen, die meisten aber Kettenantrieb zur Hinterachse.
Das Lambert-Fahrgestell mit Reibscheibenantrieb war die Basis, auf der die Automobile und Lastwagen von 1906 bis 1916 aufgebaut wurden. Die Motoren waren mit gehärteten Nockenwellen ausgestattet. Die Nocken waren dabei leicht konvex ausgeführt und bedienten gehärtete Zylinderrollen, die in Schwinggabeln saßen und auf quadratisch ausgebildete Schlepphebel wirkten, die ihrerseits die Ventile bewegten.
Der Lambert-Boxermotor hatte einige Details, die damals bei Benzinmotoren nicht üblich waren. Zum Beispiel war die Ölversorgung mit verschiedenen Stellschrauben genau einzustellen, sodass jede Kurbel und die Kurbelwellenenden mit der jeweils ausreichenden Menge an Öl versorgt wurden. Alle Kurbeln hatten Wangen aus Vollscheiben und die Kurbelwellenlager waren aus Bronze.
Ein Lambert wurde 1905 Zweiter des Autorennens von Chicago nach St. Paul. Es waren 53 Automobile gemeldet und der Lambert schaffte als einziger benzinbetriebener Wagen die volle Renndistanz. Der Erfolg des 16-bhp-Lambert gegen andere Automobile mit 40 bhp wird dem Reibscheibenantrieb zugeschrieben.
Einige Lambert-Modelle werden im Folgenden beschrieben:

## PKW-Modelle

### Modellübersicht
| Modell         | Bauzeitraum | Zylinder | Leistung           | Radstand (mm) | Aufbauten                             | Kurzbeschreibung | Foto |
| -------------- | ----------- | -------- | ------------------ | ------------- | ------------------------------------- | --- | ---- |
| A              | 1906        | 2 Boxer  | 16 bhp (11,8 kW)   | 1981          | Runabout 2 Sitze                      | Der Lambert Modell A Runabout hatte einen Radstand von 1981 mm, eine Spurweite von 1422 mm und 89 mm breite 30″-Räder. Es wog 815 kg und kostete US$ 900,– einschließlich zwei Öllampen, Matten, Hupe und Werkzeug. Es hatte einen Zweizylinder-Boxermotor mit 3707 cm³ Hubraum hinten eingebaut, der seine Kraft über Reibscheiben und seitliche Ketten an die Hinterräder weiterleitete. Das Modell A Runabout war 1906 das preisgünstigste Modell der Lambert-Palette. Der Boxermotor im Heck war billig herzustellen und sorgte zudem für zusätzliches Gewicht auf den Antriebsrädern.                                                         |      |
| 4              | 1906        | 2 Boxer  | 16 bhp (11,8 kW)   | 2388          | Tourenwagen 5 Sitze                   | Das Modell 4 von 1906 hatte einen demontierbaren Tonneau-Aufbau mit fünf Sitzplätzen. Der Radstand betrug 2388 mm, die Spurweite 1422 mm. Die Räder hatten 30″ Durchmesser und waren 89 mm breit. Das Fahrzeug wog 906 kg und kostete US$ 1050,–, einschließlich zwei Öllampen, Matten, Hupe und Werkzeug. Es hatte einen Zweizylinder-Boxermotor mit 3707 cm³ Hubraum ganz vorne eingebaut, der seine Kraft über Reibscheiben und seitliche Ketten an die Hinterräder weiterleitete. |      |
| 5              | 1906        | 2 Boxer  | 16 bhp (11,8 kW)   | 2388          | Tourenwagen 5 Sitze                   | Das Modell 5 von 1906 entsprach dem Modell 4, wog aber 951 kg und kostete US$ 1200,–. |      |
| 6              | 1906        | 2 Boxer  | 18 bhp (13,2 kW)   | 2134          | Tourenwagen 5 Sitze                   | |      |
| 7              | 1906        | 4 Reihe  | 34 bhp (25 kW)     | 2489          | Tourenwagen 5 Sitze                   | Das Modell 7 von 1906 hatte einen Tourenwagen-Aufbau mit Seiteneinstieg und fünf Sitzplätzen. In Radstand und Spurweite entsprach es den Modellen 4 und 5, hatte aber einen Vierzylindermotor mit 7414 cm³, wog 1019 kg und kostete US$ 2000,–. Der Aufbau entsprach dem Modell 6. |      |
| 8              | 1906        | 4 Reihe  | 34 bhp (25 kW)     | 2489          | Tourenwagen 5 Sitze                   | Das Modell 8 von 1906 hatte einen Tourenwagen-Aufbau mit Seiteneinstieg und fünf Sitzplätzen. Der Radstand betrug 2489 mm, die Spurweite 1422 mm. Die Räder hatten 34″ Durchmesser und waren 114 mm breit. Das Fahrzeug wog 1042 kg und kostete US$ 3000,–, einschließlich zwei Öllampen, Matten, Hupe und Werkzeug. Es hatte einen Vierzylinder-Reihenmotor mit 5212 cm³ Hubraum, der seine Kraft über Reibscheiben und seitliche Ketten an die Hinterräder weiterleitete. Es hatte seitliche Türen für die Rücksitzpassagiere und den Fahrer und war für ausgedehnte Reisen gebaut.                                                              |      |
| L              | 1907        | 2 Boxer  | 16 bhp (11,8 kW)   | 2388          | Tourenwagen 5 Sitze                   | |      |
| J              | 1907        | 4 Reihe  | 40 bhp (29 kW)     | 2667          | Runabout 2 Sitze                      | |      |
| G              | 1907        | 4 Reihe  | 40 bhp (29 kW)     | 2692          | Tourenwagen 7 Sitze                   | |      |
| F              | 1907        | 4 Reihe  | 40 bhp (29 kW)     | 2692          | Tourenwagen 5 Sitze                   | Das Modell F von 1907 hatte einen Tourenwagen-Aufbau mit Seiteneinstieg und fünf Sitzplätzen. Der Radstand betrug 2692 mm, die Spurweite 1422 mm. Die Räder hatten 34″ Durchmesser und waren 114 mm breit. Das Fahrzeug wog 1314 kg und kostete US$ 3000,–, einschließlich zwei Öllampen, Matten, Hupe, Lichtmaschine, JONES-Tachometer und Werkzeug. Es hatte einen Vierzylinder-Reihenmotor mit 5212 cm³ Hubraum, der 40 bhp (29 kW) leistete und seine Kraft über Reibscheiben und seitliche Ketten an die Hinterräder weiterleitete. Es hatte seitliche Türen für die Rücksitzpassagiere und den Fahrer und war für ausgedehnte Reisen gebaut. |      |
| H              | 1907        | 4 Reihe  | 40 bhp (29 kW)     | 2692          | Tourenwagen 5 Sitze                   | |      |
| 18             | 1908        | 2 Boxer  | 18 bhp (13,2 kW)   | 2413          | Runabout 2 Sitze                      | Das Modell 18 Runabout von 1908 hatte zwei Sitzplätze. Der Radstand betrug 2413 mm, die Spurweite 1422 mm. Die Räder hatten 30″ Durchmesser und waren 89 mm breit. Das Fahrzeug wog 1042 kg und kostete US$ 800,–, einschließlich zwei Öllampen, Matten, Hupe und Werkzeug. Es hatte einen Zweizylinder-Boxermotor mit 3707 cm³ Hubraum über der Hinterachse eingebaut, der seine Kraft über Reibscheiben und seitliche Ketten an die Hinterräder weiterleitete. |      |
| S              | 1908        | 2 Boxer  | 24 bhp (17,6 kW)   | 2388          | Tourenwagen 5 Sitze                   | |      |
| Shaft Drive    | 1908        | 4 Reihe  | 40 bhp (29 kW)     | 2667          | Tourenwagen 5 Sitze                   | |      |
| Friction Drive | 1908        | 4 Reihe  | 40 bhp (29 kW)     | 2692          | Tourenwagen 7 Sitze                   | |      |
| A1             | 1909        | 2 Boxer  | 20 bhp (14,7 kW)   | 2413          | Roadster 3 Sitze, Surrey 4 Sitze      | |      |
| 27             | 1909        | 4 Reihe  | 28 bhp (20,6 kW)   | 2794          | Roadster 4 Sitze                      | |      |
| 30             | 1909        | 4 Reihe  | 28 bhp (20,6 kW)   | 2794          | Tourenwagen 5 Sitze                   | Das Modell 30 von 1909 hatte einen demontierbaren Tonneau-Aufbau mit fünf Sitzplätzen. Der Radstand betrug 2794 mm, die Spurweite 1422 mm. Die Räder hatten 34″ Durchmesser und waren 114 mm breit. Das Fahrzeug wog 1314 kg und kostete US$ 1250,–, einschließlich zwei Öllampen, Matten, Hupe und Werkzeug. Es hatte einen Vierzylinder-Reihenmotor mit 28 bhp (21 kW) Leistung vorne eingebaut, der seine Kraft über Reibscheiben und seitliche Ketten an die Hinterräder weiterleitete. |      |
| B2             | 1909        | 4 Reihe  | 40 bhp (29 kW)     | 2972          | Tourenwagen 5/7 Sitze                 | |      |
| 17             | 1910        | 4 Reihe  | 28 bhp (20,6 kW)   | 2540          | Runabout 2 Sitze                      | |      |
| 21             | 1910        | 4 Reihe  | 28 bhp (20,6 kW)   | 2540          | Surrey 4 Sitze                        | |      |
| 28             | 1910        | 4 Reihe  | 35 bhp (25,7 kW)   | 2667          | Tonneau 4 Sitze                       | |      |
| 36             | 1910        | 4 Reihe  | 35 bhp (25,7 kW)   | 2794          | Tourenwagen 5 Sitze                   | Das Modell 36 von 1910 hatte das gleiche Fahrgestell und den gleichen Aufbau wie das Modell 30, aber die kleineren 30″-Räder mit 89 mm Breite. Es wog 1087 kg und kostete US$ 1275,–, einschließlich zwei Öllampen, Matten, Hupe und Werkzeug. Es hatte einen Vierzylinder-Reihenmotor mit 35 bhp (26 kW) Leistung vorne eingebaut, der seine Kraft über Reibscheiben und seitliche Ketten an die Hinterräder weiterleitete. |      |
| 47             | 1910        | 4 Reihe  | 49 bhp (36 kW)     | 2921          | Tourenwagen 5 Sitze                   | |      |
| 44             | 1911        | 4 Reihe  | 35 bhp (25,7 kW)   | 2540          | Runabout 2 Sitze                      | |      |
| 55             | 1911        | 4 Reihe  | 35 bhp (25,7 kW)   | 2540          | Surrey 4 Sitze                        | |      |
| 77             | 1911        | 4 Reihe  | 35 bhp (25,7 kW)   | 2718          | Tonneau 4 Sitze                       | |      |
| 88             | 1911        | 4 Reihe  | 35 bhp (25,7 kW)   | 2845          | Tourenwagen 5 Sitze                   | |      |
| 101            | 1911        | 4 Reihe  | 40 bhp (29 kW)     | 2845          | Torpedo 4 Sitze                       | |      |
| 100            | 1911        | 4 Reihe  | 40 bhp (20,6 kW)   | 2972          | Tourenwagen 5 Sitze                   | |      |
| 66             | 1912        | 4 Reihe  | 35 bhp (25,7 kW)   | 2845          | Tourenwagen 4/5 Sitze                 | |      |
| 99-C           | 1912        | 4 Reihe  | 40 bhp (29 kW)     | 2845          | Roadster 4 Sitze                      | Das Modell 99-C von 1912 hatte einen Roadster-Aufbau mit zwei Sitzplätzen. Der Radstand betrug 2972 mm, die Spurweite 1422 mm. Die Räder hatten 34″ Durchmesser und waren 114 mm breit. Das Fahrzeug wog 1450 kg und kostete US$ 1250,–, einschließlich zwei Öllampen, Matten, Hupe und Werkzeug. Es hatte einen Vierzylinder-Reihenmotor mit 40 bhp (29 kW) Leistung vorne eingebaut, der seine Kraft über Reibscheiben und seitliche Ketten an die Hinterräder weiterleitete. |      |
| 99             | 1912–1913   | 4 Reihe  | 40 bhp (29 kW)     | 2972          | Torpedo 4 Sitze, Tourenwagen 5 Sitze  | |      |
| 9              | 1913        | 4 Reihe  | 20 bhp (14,7 kW)   | 2591          | Roadster 2 Sitze                      | |      |
| 10             | 1913        | 4 Reihe  | 20 bhp (14,7 kW)   | 2718          | Tourenwagen 5 Sitze                   | |      |
| 40             | 1913        | 3 Reihe  | 16,8 bhp (12,4 kW) | 2845          | Tourenwagen 5 Sitze                   | |      |
| 50             | 1913        | 4 Reihe  | 40 bhp (29 kW)     | 2845          | Tourenwagen 5 Sitze                   | |      |
| 46-C           | 1914        | 4 Reihe  | 23 bhp (16,9 kW)   | 2845          | Tourenwagen 4 Sitze                   | Das Modell 46-C von 1914 hatte einen Tourenwagen-Aufbau mit vier Sitzplätzen. Der Radstand betrug 2845 mm, die Spurweite 1422 mm. Die Räder hatten 30″ Durchmesser und waren 89 mm breit. Das Fahrzeug wog 1133 kg und kostete US$ 1200,–, einschließlich zwei Öllampen, Matten, Hupe und Werkzeug. Es hatte einen Vierzylinder-Reihenmotor mit 23 bhp (17 kW) Leistung vorne eingebaut, der seine Kraft über Reibscheiben und seitliche Ketten an die Hinterräder weiterleitete. |      |
| 60-C           | 1914        | 4 Reihe  | 27 bhp (19,9 kW)   | 2921          | Tourenwagen 5 Sitze                   | |      |
| 48-C           | 1915        | 4 Reihe  | 23 bhp (16,9 kW)   | 2845          | Tourenwagen 5 Sitze                   | Das Modell 48-C von 1915 war der Nachfolger des 46-C und entsprach ihm in den wesentlichen Werten. |      |
| 68-C           | 1915        | 4 Reihe  | 27 bhp (19,9 kW)   | 2921          | Roadster 2 Sitze, Tourenwagen 5 Sitze | |      |
| 76             | 1916        | 4 Reihe  | 23 bhp (16,9 kW)   | 2845          | Roadster 2 Sitze, Tourenwagen 5 Sitze | |      |
| 90             | 1917        | 4 Reihe  | 35 bhp (25,7 kW)   | 2921          | Tourenwagen 5 Sitze                   | |      |

## Nutzfahrzeugproduktion
Lambert produzierte bereits in den 1890er Jahren vereinzelte Nutzfahrzeuge bei Buckeye Manufacturing und später auch im Union-Werk in Union City (Indiana); diese Fahrzeuge (überwiegend Personenwagen) wurden aus Bestandteilen montiert, die von Buckeye Manufacturing bezogen wurden. Dieses Werk war mit Fördermitteln der Stadt errichtet und 1905, mit der Einrichtung der Lambert Automobile Company, wieder aufgegeben worden.
Eine geregelte Nutzfahrzeugproduktion wurde 1906 in den neuen Anlagen in Anderson aufgenommen. Die Fahrzeuge der ersten, bis 1911 gebauten Generation folgten konstruktiv den Personenwagen. auch sie hatten die bewährten Zweizylinder-Boxermotoren. Die zweite Generation wurde 1912 eingeführt. Nun wurden zugekaufte Vierzylindermotoren von Buda, Continental, Davis, Rutenber und Trebert verwendet. Dem Antriebskonzept mit Friktionsgetriebe und Doppelkettenantrieb blieb das Unternehmen bis zuletzt treu. Lambert-Nutzfahrzeuge wurden bis 1918 gebaut, also ein Jahr länger als die Personenwagen.

## LKW-Modelle

### Modell A

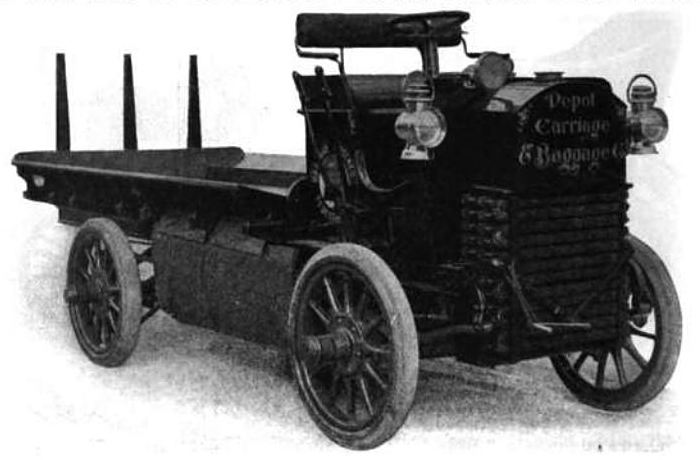
LKW Lambert Modell A (1906)

Der LKW Modell A hatte ein Führerhaus mit 2  Sitzplätzen. Der Radstand betrug 2438 mm, die Spurweite 1422 mm. Die Hinterräder hatten 32″ Durchmesser und waren 102 mm breit; die Vorderrädern hatten eine Breite von 89 mm. Alle Reifen kamen von Firestone. Das Fahrzeug wog 1359 kg leer, hatte 1,4 to. Nutzlast und kostete US$ 2000,–. Es hatte einen Zweizylinder-Boxermotor mit 4672 cm³ Hubraum hinter dem Fahrersitz eingebaut, der seine Kraft über Reibscheiben und seitliche Ketten an die Hinterräder weiterleitete. Pritsche und Motorhaube wurden gegen Aufpreis geliefert.

### Modell B
Das LKW-Modell B wog leer 1087 kg und die Nutzlast lag bei 680 kg. Es kostete US$ 1500,–. Der Zweizylinder-Boxermotor mit 4170 cm³ Hubraum war ebenfalls direkt hinter dem Fahrer platziert und trieb auch über ein Reibscheibengetriebe die Hinterräder an. Ansonsten entsprachen seine Daten dem Modell A.